# District de Châu Thành (Sóc Trăng)
Châu Thành est un district de la province de Sóc Trăng dans le delta du Mékong au sud du Viêt Nam. 

## Géographie
La superficie de Châu Thành est de 103,518 km2. 
Le chef-lieu du district est Châu Thành.